# Гонсалу Таваріш
Гонсалу Таваріш (порт. Gonçalo M. Tavares, 1970, Луанда, Ангола) — португальський письменник.

## Біографія
Гонсалу Таваріш народився 1970 року у Луанді (Ангола). Свою першу книгу він опублікував у 2001 році і відтоді був удостоєний кількох важливих премій та нагород. Його книги вийшли друком в понад 30 країнах.

## Вибрані роботи
- Um Homem: Klaus Klump — Caminho, 2003
- A Máquina de Joseph Walser — Caminho, 2004
- Jerusalém — Caminho, 2004
- Aprender a Rezar na Era da Técnica — Caminho, 2007